# Brian Newbould
Brian Newbould (26 febbraio 1936) è un compositore, direttore d'orchestra e scrittore inglese, che completò concettualmente le sinfonie di Franz Schubert D 708A in re maggiore, la n. 7 in mi maggiore, la n. 8 in si minore ("Incompiuta") e la n. 10 ("Ultima") in re maggiore. Studiò alla Gravesend Grammar School e conseguì una laurea BMus con il massimo dei voti presso l'Università di Bristol.

## Ottava sinfonia di Schubert
I primi due movimenti della Ottava o "Incompleta" di Schubert, un Allegro moderato in si minore e un Andante con moto in mi maggiore, completati nell'autunno del 1822, furono sequestrati da Anselm Hüttenbrenner a Graz dopo che Schubert gli aveva inviato una partitura completa in adempimento di una commissione da parte della società musicale di Graz.
Non furono scoperti e diretti da Johann Herbeck fino al 1865, quando visitò il vecchio Hüttenbrenner e lo persuase a mostrarglieli e gli prestò il manoscritto della leggendaria Sinfonia in si minore di Schubert scomparsa, in cambio della promessa di dirigere un'ouverture ancora non eseguita di Hüttenbrenner.
Le ultime pagine del manoscritto di Schubert contenevano una bozza del progetto del terzo movimento (uno scherzo in si maggiore con un trio in sol maggiore), completato alla fine da Newbould seguendo i seguenti passi:
- semplicemente orchestrando lo scherzo vero e proprio, completato da Schubert in breve tempo;
- armonizzando e orchestrando il primo motivo del trio, di cui Schubert aveva scritto solo la linea melodica non armonizzata;
- componendo, seguendo una congettura, il secondo motivo del trio, completamente mancante nel manoscritto, nello stile di Schubert con temi contrastanti seguiti da un ritorno del tema del primo motivo, aggiungendo leggeri abbellimenti, alla maniera di Schubert;
- proponendo che il primo intermezzo in si minore su vasta scala delle musiche di scena dell'opera Rosamunde composta alcuni mesi dopo, all'inizio del 1823, da Schubert, fosse suonato come il probabile finale previsto della Sinfonia in si minore, poiché corrispondeva al primo movimento e al disegno dello scherzo, sia nella chiave che nello stile ed era stato composto poco dopo.

## Decima sinfonia di Schubert
Newbould andò avanti continuando a svelare, mettere insieme e orchestrare (seguendo le poche notazioni del compositore per gli strumenti previsti) la Decima Sinfonia di Schubert da bozze del manoscritto, non in sequenza, ma quasi complete, per un primo movimento lirico in forma-sonata in re maggiore, un movimento lento monumentalmente eroico in si minore e un finale in forma di sonata in re maggiore datato da lui, dalla filigrana del manoscritto e da prove di contrappunto intervallate, molto probabilmente come compiti a casa per l'unica lezione che Schubert riuscì a prendere dall'illustre insegnante privato Simon Sechter, che successivamente insegnò al giovane Anton Bruckner, prima che Schubert soccombesse al tifo il 19 novembre, poche settimane dopo, come molto probabilmente composto nell'autunno del 1828 come suo ultimo lavoro sinfonico, a cui seguì solo la canzone con il clarinetto obbligatorio, "Der Hirt auf dem Felsen".
Newbould realizzò anche un completamento congetturale della frammentaria Sinfonia n. 7 in mi maggiore di Schubert.
Sia Sir Charles Mackerras che Sir Neville Marriner hanno diretto esecuzioni registrate dei completamenti congetturali di Newbould di queste "sinfonie incompiute" di Schubert.

## Pubblicazioni (selezione)
- Brian Newbould: Schubert and the Symphony. A New Perspective Toccata Press, 1992.
- Brian Newbould: Schubert and the Symphony. A New Perspective, Gollancz/University of California, 1997
- Brian Newbould (a cura di): Schubert Studies, Ashgate, 1998